# Walter Camp
Walter Chauncey Camp (7 avril 1859 - 14 mars 1925) fut un joueur de football américain et entraîneur de football américain. Walter Camp, est surtout considéré comme le Father of American Football : le « père du football américain » moderne aux États-Unis.

## Biographie
Walter Camp naît à New Britain dans l'État du Connecticut. Il intègre l'université Yale en 1876, où il fréquenta notamment les bancs de la faculté de médecine. Il abandonnera finalement son souhait d'être médecin. Walter travaillera dans le monde l'horlogerie, mais gardera toujours un pied dans le football américain jusqu'à son décès en 1925.

## Father of American Football
Durant son passage à Yale entre 1876 et 1882, Camp est un sportif accompli, pratiquant différentes disciplines comme le baseball entre autres et évidemment le football américain sous les couleurs des Bulldogs de Yale.
En 1873, l'Intercollegiate Football Association est fondée par les universités de Columbia, de Princeton, de Rutgers et de Yale. L'organisation pose les bases d'une standardisation de règles pour la pratique du football américain. Cependant, Harvard ayant refusé d'assister à l'assemblée fondatrice, continue de jouer selon le jeu de Boston, un mélange entre le football (soccer) et le rugby.
C'est dans ce contexte où chaque université jouait selon des règles qui lui étaient propres, que Camp va beaucoup écrire sur ce sport et participer aux conventions ayant pour but de codifier les règles. Camp fut force de proposition et d'influence à la fois comme joueur et puis comme entraîneur. Ainsi, il proposa l'introduction de la ligne de mêlée, la réduction à 11 joueurs par équipe, ou encore la définition de la valeur en point du touchdown (touché). Enfin, il est également à l'origine des 3 downs (essais) pour franchir 5 yards (verges) dans un premier temps, puis 4 downs pour 10 yards en 1912.

Walter Camp publia de son vivant une trentaine livres et plus de 250 articles sur le sport et le football américain en particulier. 

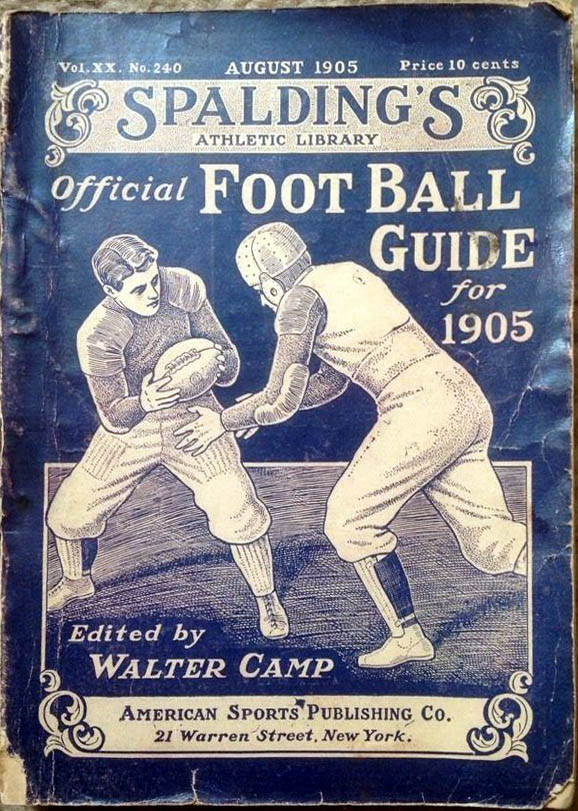
Official Foot Ball Guide for 1905, par Walter Camp

Il serait également à l'origine avec Caspar Whitney du All-America, un prix annuel qui distingue les meilleurs étudiant-athlètes par poste à travers les États-Unis. La première publication remonte à 1899 dans le This Week's Sports.
Aujourd'hui, si Walter Camp est décrit comme le Father of American Football, c'est parce qu'il fut à l'origine des changements majeurs qui font le football américain moderne.

## Statistiques universitaire comme entraîneur
Walter Camp fut l'entraîneur principal de l'équipe de football américain des Bulldogs de 1888 à 1892 avec lesquels, il fut champion universitaire en 1888, 1891 et 1892. Enfin, Camp entraina Stanford pour les saisons 1892, 1894 et 1895.
En 1951, lors de la fondation du College Football Hall of Fame, Walter Camp y fut intronisé comme entraîneur.

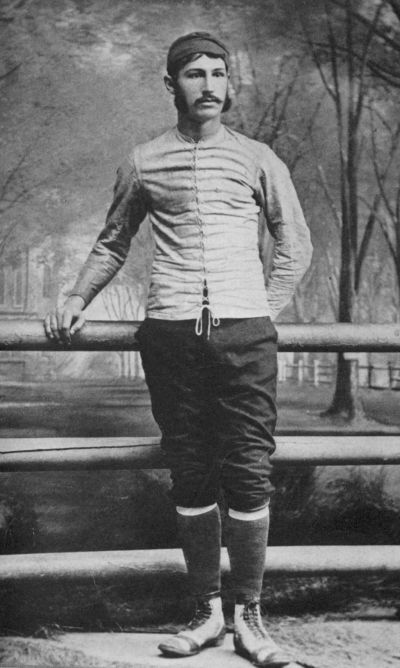
Walter Camp en 1878 sous les couleurs de Bulldogs de Yale

| Université | Saison | Total | Total | Total | Conférence | Conférence | Conférence | Conférence | AP Poll | Bowls/Playoffs | Bowls/Playoffs | Bowls/Playoffs |
| Université | Saison | V     | D     | N     | V          | D          | N          | Place      | AP Poll | Noms           | Résultats      |                |
| ---------- | ------ | ----- | ----- | ----- | ---------- | ---------- | ---------- | ---------- | ------- | -------------- | -------------- | -------------- |
| Yale       | 1888   | 13    | 0     | 0     | -          | -          | -          | -          | -       | -              | -              |                |
| Yale       | 1889   | 15    | 1     | 0     | -          | -          | -          | -          | -       | -              | -              |                |
| Yale       | 1890   | 13    | 1     | 0     | -          | -          | -          | -          | -       | -              | -              |                |
| Yale       | 1891   | 13    | 0     | 0     | -          | -          | -          | -          | -       | -              | -              |                |
| Yale       | 1892   | 13    | 0     | 0     | -          | -          | -          | -          | -       | -              | -              |                |
|            |        |       |       |       |            |            |            |            |         |                |                |                |
| Stanford   | 1892   | 1     | 0     | 2     | -          | -          | -          | -          | -       | -              | -              |                |
| Stanford   | 1894   | 6     | 0     | 3     | -          | -          | -          | -          | -       | -              | -              |                |
| Stanford   | 1895   | 4     | 0     | 1     | -          | -          | -          | -          | -       | -              | -              |                |

Légende :
V = Victoires, D = Défaites, N = Matchs nuls
| Champions |